# Miguel Núñez de Prado
Miguel Núñez de Prado y Susbielas (Montilla, 30 de marzo de 1882-Pamplona, 24 de julio de 1936), fue un militar y aviador español, destacado por su intervención durante la guerra del Rif y su papel en la aviación militar española. Fue asesinado por el bando sublevado al comienzo de la Guerra civil española. Francmasón con el nombre simbólico Lafayette.

## Biografía

### Familia
Nació en el municipio cordobés de Montilla el 30 de marzo de 1882, siendo sus padres Miguel Núñez de Prado y Rodríguez y Concepción Susbielas y Sanz. Era primo de Emilio Bueno Núñez del Prado, militar de carrera que tendría un papel relevante en la guerra civil.

### Carrera militar
Núñez del Prado ingresó en el Ejército, realizó estudios en la Academia de caballería. Pasó a integrarse en el arma de Caballería. Participó en la guerra del Rif, ya con el grado de teniente coronel y al mando de los Regulares de Melilla. Su destacada intervención en los combates del Rif le supusieron varios ascensos y condecoraciones. Por su heroísmo, obtuvo la Medalla Militar individual. En esta etapa estuvo al mando del Grupo de fuerzas regulares indígenas n.º 2 «Melilla», que en junio de 1921 estaba compuesto por tres tabores de infantería y un tabor de caballería.
Fue miembro de la masonería, donde empleó el nombre de «Lafayette».
En 1923 se integró en la Aeronáutica Militar. Durante la dictadura de Primo de Rivera, intervino en diversas conspiraciones para proclamar la República. En 1925 fue ascendido al rango de general de brigada. Durante la dictadura de Primo de Rivera fue nombrado gobernador general de las posesiones españolas en Guinea, cargo que ejerció entre 1925 y 1931. Llegó a la colonia en febrero de 1926, dotado con un presupuesto extraordinario para poder completar la ocupación interior de Río Muni.

### Segunda República
Ya instaurada la República, Núñez de Prado se afilió a la Unión Militar Republicana Antifascista (UMRA), y llegaría a ser jefe de la II División Orgánica. En 1933 fue ascendido al rango de general de división.
En febrero de 1936 era el director general de Seguridad, y en calidad de tal, junto con el general Pozas, director general de la Guardia Civil, se opuso a los intentos de Franco, jefe del Estado Mayor, de decretar la ley marcial y dar un golpe de Estado durante la crisis del 17-19 de febrero, tras la primera vuelta de las elecciones generales en las que había triunfado el Frente Popular. El nuevo gobierno republicano le mantuvo en su puesto de director general de Aeronáutica, que ostentaba desde enero de 1936. Para entonces este organismo tenía bajo su jurisdicción tanto a las fuerzas aéreas terrestres y navales, como también a la aviación civil. 
Con el nombramiento de Núñez del Prado el gobierno pretendía desmontar los posibles núcleos conspiradores, lo que permitió que la mayor parte de las fuerzas aéreas permaneciesen fieles al Gobierno republicano al producirse el golpe de Estado que dio lugar a la guerra civil. Poco después de producirse las primeras rebeliones militares, el gobierno le nombró inspector general de la 2.ª Inspección general del Ejército, en sustitución del general Virgilio Cabanellas.
Como responsable de las Fuerzas aéreas, en la madrugada del 17 al 18 de julio de 1936 se aseguró de la fidelidad de los aeródromos y distintas unidades aéreas. En esas horas inciertas, Núñez de Prado se dirigió en avión a Zaragoza, ciudad que aún no se había sublevado formalmente, a fin de persuadir al general Cabanellas, al mando la V División Orgánica, de que no se uniese a la sublevación. Pero todo indicaba que Cabanellas, ya implicado en la insurrección de agosto de 1932, también en esta ocasión seguía las instrucciones de los golpistas, pues no respondió a ninguna de las comunicaciones telefónicas que el ministro de la Guerra le dirigía desde Madrid. Núñez de Prado sabía que ir a Zaragoza era ir a una muerte segura y pidió al ministro y presidente del Gobierno viajar mejor a Sevilla, donde todavía se podía controlar la situación, aunque su petición fue desoída y finalmente aceptó la orden de Casares Quiroga por mera disciplina militar.
Al llegar a la capital aragonesa fue detenido por militares sublevados, siendo recluido en la Academia militar de la ciudad. Días más tarde fue trasladado a Pamplona y puesto a disposición del general Emilio Mola. Poco después fue fusilado. El historiador Hugh Thomas sostiene que junto a Núñez del Prado también fue fusilado su ayudante. Otros historiadores también señalan en sus obras que Núñez del Prado fue detenido y posteriormente ejecutado. Sin embargo, Michael Alpert sostiene que no hay base documental para afirmar que fuese ejecutado y señala la posibilidad de que fuese simplemente asesinado.

## Distinciones

### Militares
- Medalla Militar individual ( España).
- Cruz de la Orden militar de María Cristina ( España).
- Gran Cruz de la Orden del Mérito Naval ( España).[21]
- Gran Cruz de la Orden del Mérito Civil ( España).[22]

### Honores
- Hijo Predilecto de Montilla (1923).[3]

### Citas
1. ↑  «Calle 19 de Septiembre: El caso del viejo Gobernador que murió descalzo». Calle 19 de Septiembre. 20 de diciembre de 2019. Consultado el 22 de octubre de 2023.
2. ↑  de Paz Sánchez, 2004, p. 312.
3. 1 2  Gay Heredia, Alberto (10 de junio de 2014). «General Miguel Múñez de Prado y Susbielas (Montilla 1882-Pamplona 1936).». De Castro ero y bailar no sepo. Consultado el 5 de febrero de 2018.
4. 1 2  de Paz Sánchez, 2004, p. 80.
5. 1 2 3 4 5  Alpert, 2013, p. 345.
6. ↑  Declaraciones del Teniente Coronel Núñez de Prado en el Expediente Picasso.
7. ↑  Ferrer Benimeli, 1996, p. 904.
8. 1 2  Romero Salvadó, 2013, p. 232.
9. ↑  Presidencia del Directorio Militar: «Real decreto concediendo el empleo de General de brigada al Coronel de Caballería D. Miguel Núñez del Prado y Susbiela». Boletín Oficial del Estado núm. 144, de 24 de mayo de 1925: 1031-1032. ISSN 0212-033X.
10. ↑  Ministerio de Estado: «Real decreto nombrando Gobernador general de las Posesiones españolas del África Occidental a D. Miguel Núñez de Prado General de brigada». Boletín Oficial del Estado núm. 357, de 23 de diciembre de 1925: 1604. ISSN 0212-033X.
11. ↑  Presidencia del Consejo de Ministros: «Decreto admtiendo a D. Miguel Núñez de Prado la dimisión del cargo de Gobernador general de los territorios españoles del Golfo de Guinea». Boletín Oficial del Estado núm. 218, de 6 de agosto de 1931: 995. ISSN 0212-033X.
12. 1 2  Luis, 2017, p. 166.
13. ↑  Thomas, 1976, p. 189.
14. ↑  Preston, 1994, pp. 152-153.
15. ↑  Ministerio de la Guerra: «Decreto nombrando Inspector general de la segunda Inspección general del Ejército al General de división D. Miguel Núñez de Prado Subielas». Boletín Oficial del Estado núm. 201, de 19 de julio de 1936: 724. ISSN 0212-033X.
16. ↑  Cabanellas, 1977, p. 202.
17. ↑  Thomas, 1976, p. 244.
18. ↑  Vidarte, Juan Simeón (1973). Todos fuimos culpables. Fondo de Cultura Económica. pp. 238-241. «Palabras de Núñez de Prado al diputado Vidarte después de la reunión con el presidente Casares Quiroga ordenándole ir a Zaragoza: "No crea usted que a mí me asusta la misión que se me confiere. ¡Es que es suicida esa gestión y voy a caer, totalmente, en una ratonera! Pero los militares no tenemos más que una obligación: la de obedecer. Me complace que usted haya sido testigo de mis razonamientos; donde yo hago falta es en Sevilla. Mi misión ante una guarnición sublevada es una locura"».
19. ↑  Thomas, 1976, p. 250.
20. ↑  Cabanellas, 1975, p. 874.
21. ↑  Ministerio de Marina: «Real decreto concediendo la Gran Cruz de la Orden del Mérito Naval con distintivo blanco al General de brigada D. Miguel Núñez de Prado y Susbielas, Gobernador general de las posesiones españolas del África Occidental». Boletín Oficial del Estado núm. 21, de 21 de enero de 1928: 562. ISSN 0212-033X.
22. ↑  Ministerio de Estado: «Real decreto concediendo la Gran Cruz de la Orden del Mérito Civil a D. César Ballarín y Lizárraga, a D. Enrique García de Herreros y Labiano, a D. Andrés Amado y Reygondand y a D. Miguel Núñez de Prado y Susbielas». Boletín Oficial del Estado núm. 201, de 19 de julio de 1928: 334. ISSN 0212-033X.